# Domaszowice

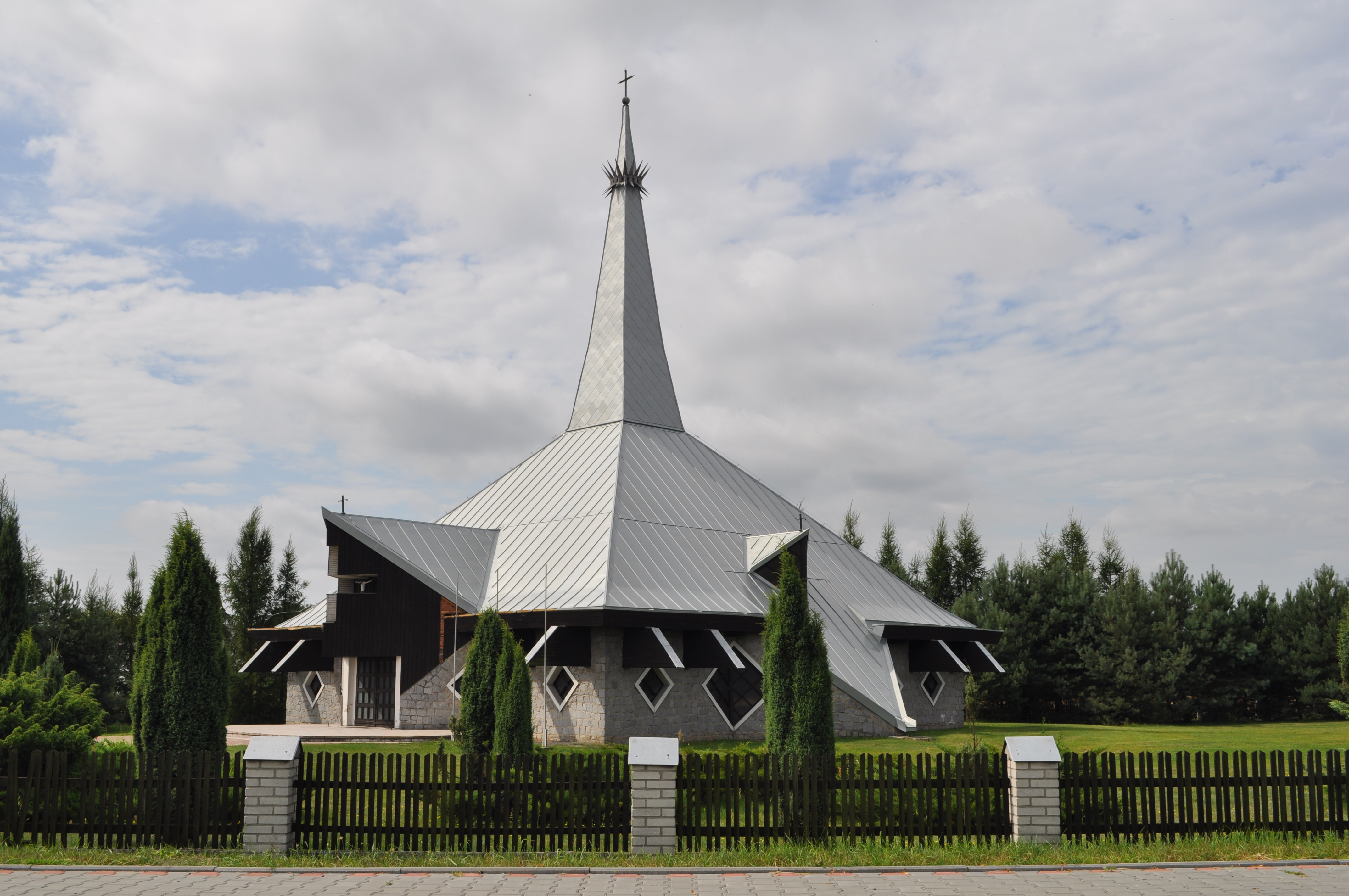
Kirche Jungfrau Maria, Königin von Polen

Domaszowice (deutsch Noldau) ist ein Ort in der Landgemeinde Domaszowice im Powiat Namysłowski der Woiwodschaft Opole in Polen.

## Geographie
Das Straßendorf Domaszowice liegt 13 Kilometer südöstlich von Namysłów (Namslau) und 55 Kilometer nördlich von Opole (Oppeln) in der Nizina Śląska (Schlesische Tiefebene) an der Studnica an der Bahnstrecke Kalety–Wrocław. Durch Domaszowice verläuft die Droga krajowa 42. Ortsteil von Domaszowice ist Zalesie (Salesche).
Nachbarorte von Domaszowice sind im Nordwesten Strzelce (Strehlitz), im Nordosten Dziedzice (Dziedzitz) und im Südosten Wielołęka (Wielolanka).

## Geschichte
„Thomaschowicz“ wurde erstmals im Jahre 1344 erwähnt. Für das Jahr 1374 ist als Noldin und für 1385 als Domasdorfbelegt.
Nach dem Ersten Schlesischen Krieg 1742 fiel Noldau mit dem größten Teil Schlesiens an Preußen.
Nach der Neugliederung der Provinz Schlesien gehörte die Landgemeinde Noldau ab 1816 zum Landkreis Namslau im Regierungsbezirk Breslau. 1845 bestanden im Dorf eine katholische Schule, eine Windmühle, ein Vorwerk und 38 Häuser. Die  Einwohnerzahl lag bei 285, davon 101 evangelisch. 1874 wurde der Amtsbezirk Wallendorf gebildet, dem die Landgemeinden Bachowitz, Dziedzitz, Erdmannsdorf, Noldau, Sophienthal und Wallendorf sowie die Gutsbezirke Bachowitz, Noldau, Wallendorf und Wallendorf-Forst eingegliedert wurden.
Bei der Volksabstimmung in Oberschlesien am 20. März 1921, bei welcher auch ein kleiner Teil Niederschlesiens miteingeschlossen wurde, stimmten in Noldau 504 Wahlberechtigte für einen Verbleib bei Deutschland und sechs für Polen. Noldau verblieb beim Deutschen Reich. 1933 zählte Noldau 644 Einwohner, 1939 waren es 656 Einwohner. Bis 1945 gehörte der Ort zum Landkreis Namslau.
1945 kam der bisher deutsche Ort unter polnische Verwaltung, wurde in Domaszowice umbenannt und der Woiwodschaft Schlesien angeschlossen. 1950 wurde Domaszowice der Woiwodschaft Opole zugeteilt. 1973 wurde die Gmina Domaszowice gegründet. Seit 1999 gehört es zum Powiat Namysłowski.

## Sehenswürdigkeiten
- Die römisch-katholische Kirche Jungfrau Maria, Königin von Polen (Kościół Najświętszej Maryi Panny Królowej Polski) wurde 1985 errichtet.[7]
- Schlosspark des ehemaligen Schlosses Noldaus, das bei Kriegsende 1945 zerstört wurde.
- Steinerne Glockenkapelle
- Laimes
- Empfangsgebäude des Bahnhofes Domaszowice aus Backstein

## Vereine
- Freiwillige Feuerwehr OPS Domaszowice
- Fußballverein Polonia Domaszowice

## Söhne und Töchter des Ortes
- Isidor Pinoff (1814–1879), deutscher Mediziner, Publizist und Parlamentarier in der Preußischen Nationalversammlung
- Lothar Reidock (* 1940), deutscher Fußballspieler

## Gemeinde
Zur Landgemeinde Domaszowice gehören der Ort und eine Reihe von Dörfern.